# Orchestre de Cadaqués
L'Orchestre de Cadaqués est un orchestre de chambre dont le siège est à Cadaqués (Alt Empordà). L'orchestre a été fondé en 1988 pour devenir l'orchestre résident du Festival de Cadaqués. Dès sa création, il est devenu un orchestre stable. Dès février 2011 un des membres fondateurs et flûtiste de l'orchestre, Jaime Martin, s'est chargé de la codirection au côté de Gianandrea Noseda. À partir de ce moment, on a monté le projet d'une présence plus importante à l'étranger, et l'orchestre est devenu orchestre en résidence à l'Auditorium de Gérone. Tous les deux ans, depuis 1992, l'orchestre organise le Concours international de direction de Cadaqués.